# توماس جیمز لاوسون
توماس جیمز لاوسون (انگلیسی: Thomas J. Lawson؛ زادهٔ ۲ نوامبر ۱۹۵۷) فرد نظامی اهل کانادا است.